# Ázsia–óceániai ralibajnokság
Az ázsia–óceániai ralibajnokság (ismert még: APRC, Asia-Pacific Rally Championship) egy autóverseny-sorozat. A bajnokság az FIA szervezésében zajlik, 1988 óta minden évben megrendezik. Több rali-világbajnoki pilóta megfordult már a bajnokságban, köztük a Dakar-rali győztes, Sinozuka Kendzsiró,  a kétszeres ralivilágbajnok, Carlos Sainz, valamint a többszörös rali-világbajnoki futamgyőztes Kenneth Eriksson is meg tudta nyerni a sorozatot.

## Bajnokok
| Év   | Versenyző           | Autó                          |
| ---- | ------------------- | ----------------------------- |
| 2014 | Jan Kopecký         | Skoda Fabia S2000             |
| 2013 | Gaurav Gill         | Skoda Fabia S2000             |
| 2012 | Chris Atkinson      | Skoda Fabia S2000             |
| 2011 | Alister McRae       | Proton Satria Neo S2000       |
| 2010 | Tagucsi Kacuhiko    | Mitsubishi Lancer Evolution X |
| 2009 | Cody Crocker        | Subaru Impreza WRX STI        |
| 2008 | Cody Crocker        | Subaru Impreza WRX STI        |
| 2007 | Cody Crocker        | Subaru Impreza WRX STI        |
| 2006 | Cody Crocker        | Subaru Impreza WRX STI        |
| 2005 | Jussi Välimäki      | Mitsubishi Lancer Evolution 8 |
| 2004 | Karamjit Singh      | Proton Pert                   |
| 2003 | Armin Kremer        | Mitsubishi Lancer Evolution 7 |
| 2002 | Karamjit Singh      | Proton Pert                   |
| 2001 | Karamjit Singh      | Proton Pert                   |
| 2000 | Possum Bourne       | Subaru Impreza WRX            |
| 1999 | Tagucsi Kacuhiko    | Mitsubishi Lancer Evolution 6 |
| 1998 | Fudzsimoto Josio    | Toyota Corolla WRC            |
| 1997 | Kenneth Eriksson    | Subaru Impreza WRC            |
| 1996 | Kenneth Eriksson    | Subaru Impreza 555            |
| 1995 | Kenneth Eriksson    | Mitsubishi Lancer Evolution 3 |
| 1994 | Possum Bourne       | Subaru Impreza 555            |
| 1993 | Possum Bourne       | Subaru Legacy RS              |
| 1992 | Ross Dunkerton      | Mitsubishi Galant VR-4        |
| 1991 | Ross Dunkerton      | Mitsubishi Galant VR-4        |
| 1990 | Carlos Sainz        | Toyota Celica GT-Four         |
| 1989 | Rod Millen          | Mazda 323 4WD                 |
| 1988 | Sinodzuka Kendzsiró | Mitsubishi Galant VR-4        |